# Капітан Америка: Чудесний новий світ
«Капітан Америка: Чудесний новий світ» (англ. Captain America: Brave New World) — американський супергеройський фільм, заснований на персонажі Marvel Comics Семі Вілсоні / Капітані Америці. Фільм створений Marvel Studios і поширюється Walt Disney Studios Motion Pictures. Є 35-ю за рахунком кінокартиною в медіафраншизі «Кіновсесвіт Marvel», а також четвертим фільмом у серії фільмів про Капітана Америки та продовженням серіалу Disney+ «Сокіл та Зимовий солдат» (2021). Режисером фільму виступив Джуліус Она, сценарій написали Малкольм Спеллман та Далан Муссон. Роль Сема Вілсона / Капітана Америки виконав Ентоні Макі; у фільмі також зіграли Денні Рамірес, Карл Ламблі, Шира Хаас та Тім Блейк Нельсон.
Фільм «Перший месник: Протистояння» (2016) вважався завершенням трилогії про Капітана Америку, в якій Кріс Еванс виконував роль Стіва Роджерса, а Вілсон у виконанні Макі став новим Капітаном Америкою у серіалі «Сокіл та Зимовий солдат». Спеллман і Мусон, сценаристи серіалу, написали сценарій для нового фільму про Капітана Америки до кінця квітня 2021 року, а Макі підписав контракт на участь у фільмі до серпня того ж року. Джуліус Она був призначений режисером у липні 2022 року.
У США фільм вийшов 14 лютого 2025 року і став частиною п'ятої фази Кіновсесвіту Marvel.

## Сюжет
Таддеус Росс став новообраним президентом Сполучених Штатів Америки. Висвітлюючи його перемогу, новини згадують агресивну реакцію Росса щодо Халка та критику Месників. Цей сюжет переглядає таємничий чоловік у своїй лабораторії.
Декілька років потому Сем Вілсон (як новий Капітан Америка) виконує таємну операцію у Мексиці. Йому протистоять невідомі найманці на чолі з Сетом Волкером (Гремучник). Звільнивши заручників, Сем намагається заарештувати Гремучника, проте той утікає. В той же час помічник Сема, Хоакін Торрес (новий Сокіл), наздоганяє частину найманців, захопивши невідому речовину. Найманці планували передати таємну речовину Замовнику, який не з'явився.
Капітан Америка та Сокіл тренуються з колишнім суперсолдатом Ісаєю Бредлі. Останньому не до вподоби, що Вілсон близько співпрацює з Президентом. Капітан Америка пояснює, що хоче допомогти об'єднати націю після років загроз. Всі троє приїжджають на прийом у Білий дім. Таддеус Росс пропонує Капітану Америка відродити загін Месників, який розколовся після публікації Соковійського договору. На презентації у Білому домі демонструють адамантій, що був захоплений раніше у Мексиці. Несподівано, Ісая нападає на охорону та стріляє у Президента, а частина гостей виявляється найманими вбивцями. Ісая намагається втекти, та Вілсон його заарештовує. 
Капітан Америка вривається в бункер Президента та піддає сумніву щиру причетність Ісаї до замаху, аргументуючи його неконтрольованістю до кодових сигналів атаки, що є слабким місцем кожного суперсолдата. Росс відмовляє Капітану Америка, звільняючи його від своїх обов'язків, після чого приймає невідому таблетку наодинці. Таємна охоронець Росса, Рут, не вірить у невинність Ісаї та починає стежити за Вілсоном.
Капітан Америка відвідує Ісаю аби почати своє слідство та допомогти другові, проте Ісая просить забути про нього. Рут та Хоакін, окремо один від одного, бачать записи з Білого дому і помічають дивні блимання зі смартфонів Ісаї та інших найманих вбивць перед атакою. По дорозі з в'язниці на Капітана Америка нападає Гремучник. В двобої Гремучник ранить Сема в живіт, переслідуючи його, та Сему вдається захопити Гремучника в полон. Виявляється, Гремучника найняв Замовник.
Хоакін розповідає Сему, що Рут є колишньою Чорною вдовою. Відстеживши дзвінок Замовника Гремучнику, вони знаходять його локацію "Луна-1" та вилітають туди. У в'язниці один з охоронців, на очах у Рут, вбиває всіх найманих вбивць з Білого дому, окрім Ісаї, після чого вбиває себе. Рут знаходить на його тілі рацію, з якої лунає дивна пісня. Россу дзвонить Замовник, з яким він давно знайомий. Замовник свого часу допоміг Россу взамін на свою безпеку, та вирішив звільнитись від його впливу, попереджаючи про майбутні "сюрпризи". Рут наказують їхати до схову Замовника, куди вже прибув Капітан Америка та Сокіл.
Ховаючись від охорони, Сем та Хоакін проникають до таємної бази на об'єкті "Луна-1". Всередині вони знаходять порожню в'язницю з лабораторією, в якій розвішені дані про суперсолдатів, серед яких є Ісая. Серед записів Сем знаходить медичну анкету Таддеуса Росса з рецептом до невідомих таблеток. Президент Росс прибув до Японії аби повернути прихільність японського колеги після замаху, але той звинувачує Росса у крадіжці адамантія та відмовляє у співпраці. Хоакін знаходить в лабораторії інформацію про світлові та музичні коди, які дають ментальний контроль над суперсолдатами. Саме такими кодами було активовано Ісаю та інших солдатів у Білому домі. 
Героїв зненацька застає Замовник, яким є Семюель Стернс - біолог, який намагався допомогти Брюсу Беннеру позбутися Халка багато років тому і який створив Огиду. Через кров Халка, яка свого часу потрапила до його рани, його тіло мутувало, а мозок набув неймовірних інтелектуальних здібностей. З його слів, Таддеус Росс 16 років тримав Стернса у в'язниці-лабораторії, аби той працював в його інтересах. Стернс зізнається Сему, що Президент знає, що не Ісая винний у замаху, та все одно тримає того у в'язниці. 
Після короткої сутички, Стернс втікає, в той час як Сокіл та Капітан Америка б'ються з його "зомбованою" охороною, серед яких люди Росса. Їм на допомогу приходить Рут, яка теж шукає Стернса. На Росса тиснуть помічники щодо ситуації з адамантієм, викликаючи у нього нетиповий короткочасний напад гніву. Отямившись, він наказує готувати флот в Індійському океані для оборони адамантія від колишніх союзників. Капітан Америка, Сокіл та Рут прибувають до місця, де охороняють Гремучника. Той вимагає помилування і розповідає, що Росс свідомо збільшив гамма дозу в крові Стернса, аби контролювати його інтелектуальні здібності. Росс обіцяв звільнити біолога після перемоги у виборах, проте відмовився. Перед відльотом до Росса, Вілсон просить одного з друзів-військових дізнатись про таблетки з лабораторії. 
Стернс, за допомогою музичних кодів, захоплює контроль над парою винищувачів США. Тим часом Вілсон прилітає на один з кораблів до Президента, демонструючи медичну історію Росса. Таддеус зізнається, що свого часу вмирав через відмову серця і Стернс його врятував, винайшовши ліки. Натомість, Росс все одно не відпустив біолога аби ліки не завершувались. Таддеус аргументує свої дії служінням державі та надією, що донька пробачить його за спробу вбити Беннера. Контрольовані Стернсом винищувачі атакують японський флот, після чого починається повітряна битва. Капітан Америка та Сокіл намагаються врятувати японських пілотів та знешкодити ракети, якими винищувачі стріляють по кораблях. Одна з ракет ранить Сокола, той падає в море, та його рятують. Стернс виходить на аудіозв'язок і просить Росса стати «справжнім собою», але Таддеус контролює наростаючий гнів. 
Під час операції над Хоакіном у лікарні, Вілсона навідує Бакі Барнс. Бакі підтримує Сема і мотивує, що Стів Роджерс не просто так віддав Сему свій щит. Друг-військовий Вілсона дізнається, що таблетки наповнюють кров пацієнта гамма речовиною, але його вбиває Стернс. Перед пресконференцією у Білому домі, Росс дзвонить доньці і вони домовляються про зустріч. Біля лікарні до Вілсона підходить Стернс з наміром здатись, пояснюючи це тим, що мав на меті показати світу істинне лице Таддеуса Росса. Стернса заарештовують, але він встигає сказати Сему, що зробив з Росса монстра. Раптово, на пресконференції Росса починає програватись його розмова зі Стернсом, через що охорона Президента намагається силою вивести Росса зі сцени. В гніві, Таддеус Росс перетворюється на червоного Халка. 
Охорона стріляє у Халка, але той легко відбивається від них. Капітан Америка прилітає на допомогу і разом з армією США намагаються здолати Халка. Майже знищивши Білий дім, Халк женеться за Вілсоном, який намагається вивести монстра подалі від людей до парку, де Росс колись гуляв з дочкою. У двобої кінетичний костюм-крила Капітана Америки отримав чимало енергії від ударів Халка, проте Халк ламає одне крило навпіл. Скориставшись енергією цілого крила, Вілсон встромляє крило у Халка і спричиняє енергетичний вибух. Незважаючи на це, Халк готовий до атаки, але Вілсон говорить із ним про доньку та що Росс здатен виправити свої помилки. Гнів Халка стухає і Таддеус Росс знову стає собою. Рут випускає Ісаю з в'язниці, якого зустрічає зранений Вілсон.
Ісая та Рут разом йдуть дивитись баскетбольний матч. Росс добровільно відмовився від президенства і перебуває у супергеройській в'язниці Рафт в океані. Його навідують Сем та донька Росса, Бетті. Сем в лікарні підтримує Хоакіна, вони обговорюють покращення костюма Сокола. 
В сцені після титрів, Капітан Америка навідується до Стернса в Рафті. Стернс попереджає Вілсона про майбутні атаки з інших світів, натякаючи на мультивсесвіт.

## Акторський склад
- Ентоні Макі — Сем Вілсон / Капітан Америка: Месник, колишній Сокіл та колишній повітряно-рятувальний солдат армії США, який був навчений повітряному бою з використанням спеціально розробленого ранця з крилами.
- Гаррісон Форд — Таддеус Росс: президент США, колишній держсекретар і генерал армії США. Активний борець з Месниками шляхом просування Соковіанського договору.
- Денні Рамірес — Хоакін Торрес / Сокіл: Перший лейтенант Військово-повітряних сил США, який у минулому працював з Вілсоном. Отримав спорядження Сема коли той став Капітаном Америка.[9]
- Карл Ламблі — Ісая Бредлі: афроамериканський ветеран Корейської війни й суперсолдат, якого 30 років тримали у в'язниці та проводили над ним експерименти.[9]
- Шира Хаас — Рут Бет-Сераф / Сабра: супергероїня та колишня Чорна вдова, яка проходила навчання у тій же установі як і оригінальна вдова Наташа Романов.[9]
- Тім Блейк Нельсон — Семюел Стернс / Замовник / Лідер: біолог, який випадково заразився кров'ю Брюса Беннера, що наділило Стернса надлюдським інтелектом. Включення його до фільму було однією з причин того, що Джуліус Она був зацікавлений в режисурі фільму, зазначивши, що людина, яка діє на основі інтелекту, буде хорошим супротивником для Вілсона і змусить його «пройти через всі випробування».[9] Актор вже грав цього персонажа у фільмі «Неймовірний Халк» 2008 року.
- Лів Тайлер — Бетті Росс: донька Президента Таддеуса Росса. Акторка також знімалась у фільмі про Халка в 2008 році.
- Джанкарло Еспозіто — Сет Волкер / Гремучник: найманець, який намагався вкрасти адамантій та вбити Капітана Америка.
- Себастіан Стен —  Бакі Барнс / Зимовий солдат: Месник, колишній найманий вбивця та друг Вілсона.

## Український Дубляж
- Студія: LeDoyen Studio
- Режисер дубляжу: Костянтин Лінартович
- Перекладач: Анна Пащенко

Ролі дублювали:
- Ентоні Макі - Денис Жупник
- Гаррісон Форд - Олександр Ігнатуша
- Денні Рамірес - Володимир Гурін
- Шіра Гаас - Олена Бушевська
- Карл Ламблі - Борис Георгієвський
- Тім Блейк Нельсон - Володимир Терещук
- Джанкарло Еспозіто - Михайло Жонін
- Соша Рокемор - Слава Красовська
- Лів Тайлер - Лілія Ребрик
- Такехіро Хіра - Андрій Твердак
- Себастіан Стен - Юрій Кудрявець

А також: Роман Чорний, Павло Голов, Дмитро Вікулов, В'ячеслав Дудко, Едуард Кіхтенко, Юрій Кухаренко, Антон Кобилко, Петро Сова, Надія Хільська, Аліна Проценко, Анастасія Чумаченко, Роман Солошенко, Ілона Бойко, Андрій Альохін, Юрій Висоцький, Ігор Мізер, Ігор Журбенко, Микола Антонов,

## Виробництво

### Розробка
Президент Marvel Studios Кевін Файгі у жовтні 2015 року заявив, що «Перший месник: Протистояння» (2016) є завершенням трилогії про Капітана Америку після фільмів «Перший месник» (2011) та «Перший месник: Друга війна» (2014), в яких Кріс Еванс виконав роль Стіва Роджерса. «Протистояння» стало для Еванса останнім сольним фільмом про Капітана Америку, але він був готовий продовжити свій контракт після фільмів «Месники: Війна нескінченності» (2018) та «Месники: Завершення» (2019). У січні 2021 року повідомлялося, що Еванс був близьким до підписання контракту на повторне виконання ролі Стіва Роджерса принаймні в одному з майбутніх проєктів. Стверджувалося, що участь Еванса буде аналогічною тому, як після завершення серії фільмів «Залізна людина» зірка Кінематографічного всесвіту Marvel (КВМ) Роберт Дауні-молодший грав Тоні Старка як роль другого плану в інших фільмах франшизи, включаючи «Протистояння». Еванс незабаром заявив, що звіт був «новиною для нього».
Після виходу фінального епізоду «Сокола та Зимового солдата» 23 квітня 2021 року під назвою «Один світ, один народ» стало відомо, що Спеллман розробляє сценарій четвертого фільму про Капітана Америку разом із Даланом Мусоном, який написав епізод «Правда». Очікувалося, що фільм слідуватиме за Вілсоном після подій серіалу, а повернення Еванса до ролі Роджерса очікувалося в іншому проєкті. Борис Кіт та Аарон Коуч із The Hollywood Reporter зазначили, що Капітаном Америкою у КВМ вже були три людини, і буде цікаво подивитися, на що буде зроблено акцент у фільмі. Макі не знав про плани створення фільму або другого сезону «Сокола і Зимового солдата», але був «схвильований тим, що станеться», і сказав, що у нього немає слів, щоб описати ідею бути головним героєм фільму КВМ, особливо як темношкірого актора, крім того, що це «монументально». Протягом наступних кількох місяців Макі вів переговори про укладання контракту на головну роль у фільмі й в серпні підписав контракт. У липні 2022 року Джуліус Она був обраний режисером фільму. Назва фільму, «Капітан Америка: Новий світовий порядок», було оголошено на San Diego Comic-Con у 2022 році, а також дата виходу — 3 травня 2024. На початку червня 2023 року назву фільму змінили на «Капітан Америка: Чудесний новий світ».
Виконавчий продюсер серіалу «Сокіл та Зимовий солдат» (2021) Нейт Мур порівняв Капітана Америку Вілсона з Роккі Бальбоа як «аутсайдера в будь-якій ситуації», який не володіє атрибутами Стіва Роджерса, і сказав, що Вілсон буде підданий «вичавці» і повинен буде заслужити мантію Капітана Америки після того, як він заявить про неї без підтримки. Макф сказав, що пісня Тупака Шакура «Hit 'Em Up» (1996) відображає його образ Вілсона для фільму. Режисер Джуліус Она сказав, що фільм буде досліджувати шлях Вілсона, який «стає лідером в ролі капітана Америки».

### Зйомки
Основні зйомки розпочалися 21 березня 2023 року у Атланті.

## Музика
У серпні 2024 року Лора Карпман була оголошена композитором фільму. Раніше вона створювала музику для серіалів MCU Що, якби...? (2021–2024) та Міс Марвел (2022), а також для фільму Марвели. Карпман написала нову героїчну тему, що представляє Вілсона, Торреса та Бредлі, а також фортепіанну тему в стилі Аарона Копленда для Росса. Остання трансформується в "монструозну річ у стилі Ґодзілли", коли Росс перетворюється на Червоного Галка. Трилерові аспекти фільму супроводжуються "конспірологічною музикою", яку Карпман порівняла з франшизою Місія нездійсненна. Вона також додала ненав’язливу відсилку до "Маршу Капітана Америки" Алана Сільвестрі з попередніх фільмів. Нора Кролл-Розенбаум, яка працювала з Карпман над Що, якби...?, написала додаткову музику для фільму. Альбом із саундтреком, що включає їхню музику, був випущений Hollywood Records та Marvel Music 12 лютого 2025 року. Того ж часу Макі заявив, що "титульну пісню" фільму створив Кендрік Ламар, що деякі інтерпретували як написання Ламаром нової пісні для фільму. Однак це його пісня 2014 року "i", яка звучить під час фінальних титрів фільму. Крім того, пісня 1959 року "Mr. Blue" у виконанні the Fleetwoods звучить протягом фільму як тригер для персонажів, що перебувають під контролем розуму Стернса. Це відсилка до його псевдоніма "Містер Блу" у фільмі Неймовірний Галк.

## Випуск
«Капітан Америка: Чудесний новий світ» вийшов в США 14 лютого 2025 року, а в Україні — 13 лютого 2025 року. Фільм став частиною п'ятої фази Кіновсесвіту Marvel.

### Реакція критиків
Фільм «Капітан Америка: Хоробрий новий світ» отримав змішані відгуки критиків,, які розділилися в думках щодо сюжету, зв’язків з іншими проєктами MCU та візуальних ефектів. Загалом прийом також описували як несприятливий, негативний, і змішано-негативний. Виступи акторів, зокрема Ентоні Макі та Гаррісона Форда, отримали похвалу. На агрегаторі рецензій Rotten Tomatoes 48% із 334 критиків дали фільму позитивну оцінку із середнім рейтингом 5.4/10. Консенсус критиків звучить так: «Ентоні Макі впевнено бере на себе мантію та щит Капітана, але «Хоробрий новий світ» занадто рутинний і переповнений нецікавими пасхалками, щоб відчуватися гідною самостійною пригодою для цього нового лідера Месників.» Metacritic охарактеризував реакцію критиків як «змішану або середню», базуючись на середньозваженій оцінці 42 зі 100 від 56 критиків. Глядачі, опитані CinemaScore, дали фільму середню оцінку «B–» за шкалою від A+ до F, що є найнижчою оцінкою для фільму MCU наразі, а PostTrak повідомив про «змішану» середню оцінку в три зірки з п’яти.
Політична тематика стала предметом критичних коментарів. Френк Шек із The Hollywood Reporter припустив, що сцена, де Росс перетворюється на Червоного Галка і влаштовує хаос у Вашингтоні, нагадує фантазію реального президента США Дональда Трампа; Девід Ерліх із IndieWire погодився з паралелями між Россом і риторикою Трампа «Зробимо Америку знову великою», зазначаючи, що обидва — грубі літні чоловіки, які прийшли до влади, обіцяючи єдність через боротьбу з «чужорідною» загрозою. Адам Вайт із The Independent зазначив, що хоча Росс/Червоний Галк може інтерпретуватися як пародія на Трампа, це малоймовірно, оскільки фільм уникає чіткої політичної позиції, а політичні підсюжети залишаються недостатньо розвиненими. Девід Фір із Rolling Stone пожартував, що Росс «все ще лише другий за руйнівністю та гнівом президент, який коли-небудь обіймав цю посаду», а Морін Лі Ленкер із Entertainment Weekly пожартувала, що «найнеймовірніша частина — це президент США з емпатією, почуттям відповідальності за свої дії та здатністю до змін». Бренсон Ю з The New York Times написав, що «єдині слабкі натяки на політичну інтригу» були або ненавмисними, або відсилками до попередньої тематики в «Соколі та Зимовому Солдаті». Інші коментарі стосувалися суперечливого персонажа Бат-Сераф, де Пі Джей Грісар із The Forward зазначив, що суперечки щодо зв’язку персонажа з Ізраїлем і Газою не мають значення, оскільки фільм загалом є «чесно кажучи, такою собі мішаниною» в плані політики та презентації, тоді як Девін Мінан із /Film вважав, що дебют персонажа не міг бути гірше спланованим через розбіжності в суспільній думці щодо поточного конфлікту.
Характеризація та наратив зазнали критики. Моллі Фріман із Screen Rant стверджувала, що єдина мета зміни костюма Сема з білого на синій — продати більше іграшок, вказуючи на це як приклад того, що фільм містить елементи без «іскри» та уваги до розвитку сюжету чи персонажів; Ю також зазначив, що це нагадує жанр «реклами для фігурок». Білге Ебірі з Vulture написав, що фільм позначає поворот Marvel у «гігантську машину для бруду», вважаючи, що спроби фільму створити щирість здаються фальшивими, а жарти, що їх розбавляють, — «кульгавими». Шек погодився, що гумору «вкрай бракує», а «надійна» харизма Макі була відсутня. Вільям Біббіані з TheWrap написав, що фільм неоригінальний і позбавлений емоційної глибини, навіть у «рідкісних» моментах, коли Вілсон встановлює емоційний зв’язок із фільмом, оскільки ці моменти лише «перегравали» сюжет «Сокола та Зимового Солдата» «коротко» і без впливу. Він зазначив, що «непохитна відмова «Хороброго нового світу» взаємодіяти з власними ідеями, чи то через художній задум, чи корпоративний наказ, віддає боягузтвом». Роберт Деніелс із RogerEbert.com сказав, що Вілсон був перетворений на Magical Negro для фільму, і що «в спробі заспокоїти гнів і біль білої Америки» фільм «також просить свого героя посміхатися і в переносному сенсі танцювати чечітку за кадром».
Collider's Ейдан Келлі заявив, що діалоги у фільмі були одними з найгірших у всьому MCU, і розкритикував нудність Вілсона, Сайдвайндера та Бат-Сераф, хоча похвалив емпатію Форда. Він зазначив нецілісність фільму, пов’язуючи це з перезйомками, які фільм зазнав. Щодо Форда, Лі погодилася, що він був головною привабою, вихваляючи його харизму та «іскру в очах і веселу теплоту». Вайт назвав розвиток персонажів «другорядним», вважаючи, що Макі мав «мало емоційного простору» для гри, і розкритикував його зведення до «функціональної, банально героїчної машини для бійок», попри акторський талант. Кайл Сміт із The Wall Street Journal сказав, що фільм «компетентно виконаний, без використання заїжджених трюків, таких як стрибки по мультивсесвіту», додавши, що він «дає аудиторії багато аналогій із реальними проблемами». Він також зазначив, що MCU «спирається на фільм Маньчжурський кандидат, щоб створити один із найкращих своїх недавніх фільмів». Кеті Волш із Los Angeles Times описала фільм як «пристойний політичний трилер із культурно резонансним меседжем, що виходить за рамки коміксових деталей».
Критики були розділені щодо візуальних ефектів. Джонні Олексинські з New York Post вважав, що анімація сцени бою в Білому домі була «такою дешевою і несерйозною», що її неможливо сприймати серйозно, а поява мутованого Стернса викликала «щирий регіт» через поганий грим і протези. Келлі написав, що CGI у фільмі був гіршим, ніж у Неймовірний Галк (2008), випущеному майже два десятиліття тому, і назвав його непереконливим. Ебірі зазначив, що сцени, насичені VFX, були «настільки безжиттєвими і втомливими, що я відчував, як мої очі пару разів закривалися». Деніелс і Фріман обидва похвалили VFX для Червоного Галка, хоча Фріман вважала, що цвіт сакури виглядав як «безлад на зеленому екрані». Ю написав, що візуальні ефекти були «кричущими» і «недбалими». Біббіані назвав візуальні ефекти «тьмяними» і незавершеними, розкритикувавши CGI-крила Вілсона як «proof of concept», що нічого не доводить; він зазначив, що фільм виглядає «настільки чистим, що здається повністю фальшивим». Шек написав, що CGI був «невражаючим» і подекуди навіть гіршим, але його розважило розпізнавання рис Форда в Червоному Галку. Річард Роупер із Chicago Sun-Times дав фільму три з чотирьох зірок і назвав його «набагато кращою роботою, ніж недавні [MCU] промахи».